# یواس‌اس وای‌ام‌اس-۴۱۶
یواس‌اس وای‌ام‌اس-۴۱۶ (به انگلیسی: USS YMS-416) یک کشتی بود که طول آن ۱۳۶ فوت (۴۱ متر) بود. این کشتی در سال ۱۹۴۴ ساخته شد.